# Peter Scanavino
 (juin 2018).
Peter Scanavino est un acteur américain né le 29 février 1980 à Denver dans le Colorado. Il est notamment connu pour tenu le rôle de Dominick Carisi Jr. dans la série New York, unité spéciale depuis 2014.

## Vie privée
Il est marié à la peintre Lisha Bai, avec qui il a trois enfants. 

## Filmographie

### Cinéma
- 2008 : Manipulation : Rhiga desk clerk
- 2008 : Informers : Léon
- 2010 : Happythankyoumoreplease : 	Ira
- 2010 : Zénith : Jack
- 2013 : The Cold Lands : Carter
- 2013 : Mutual Friends : Nate

### Télévision
- 2005 : New York, section criminelle (Law and Order: Criminal Intent) : Johnny Feist (saison 5, épisode 2)

- 2005 : New York Cour de Justice (Law and Order: Trial by Jury) : Robert Hassel, voisin et ami d'Angelina/Carlos (saison 1, épisode 12)

- 2013 : New York, unité spéciale (Law and Order: Special Victims Unit) : Johnny Dubcek (saison 14, épisode 13)
- 2014 : Banshee: Breece connors (saison 2)
- 2014 : Blacklist : Craig/Christopher Maly, Frère de Tom Keen (saison 1, épisode 18)
- depuis 2014 : New York, unité spéciale (Law and Order: Special Victims Unit) : inspecteur puis substitut du procureur Dominick Carisi Jr. (depuis la saison 16)
- depuis 2021 : New York, crime organisé (Law & Order: Organized Crime) : Dominick Carisi Jr. (3 épisodes)
- 2022 : New York, police judiciaire (Law and Order) : Dominick Carisi Jr. (saison 22)